# Źródła (Jawor)
Źródła – część wsi Jawor w Polsce, położona w województwie łódzkim, w powiecie bełchatowskim, w gminie Zelów.
W latach 1975–1998 Źródła administracyjnie należały do województwa piotrkowskiego.